# Langues au Gabon
La langue officielle du Gabon est le français,. Elle est la langue de l'enseignement, de la justice et de l'administration et joue un rôle d'unification pour le pays. 80 % de la population du pays est capable de s'exprimer en français. Il s'agit de la plus forte proportion de tous les pays du continent africain. Selon l'Organisation internationale de la francophonie, en 2010, 99 % des habitants de la capitale Libreville savent lire, écrire et parler français et un tiers l'ont comme langue maternelle.
Selon le rapport 2018 de l’OLF, le Gabon compte 66 % de francophones dans sa population,.
En ce qui concerne les langues d'origine africaine, le Gabon, zone démographique peu dense, regroupe de nombreuses langues diverses réparties en trois espaces linguistiques : Fang, Tio et Kongo. Ce dernier ne s'étend qu'au Congo voisin. Les principales langues de ces espaces sont le fang, le punu, le nzébi et le mpongwè. 
Le myéné, dont le mpongwè est un dialecte, est parlé dans la province de l'Ogooué-maritime et des régions adjacentes ainsi qu'à certains points de la côte nord. Le fang est parlé sur un très grand tiers du territoire au nord-ouest de l'Ivindo et dans le bassin du moyen Ogooué jusqu'au mont Iboundji, ligne de partage des eaux entre nord et sud. Le sud du pays parle punu et ses langues sœurs, eshira, isangou, vili et loumbou principalement. Le téké et mbere (lembaama ou obamba)  est parlé sur les pentes frontalières à l'est du haut Ogooué jusqu'à Franceville. À l'ouest de cette zone, dans le bassin du haut-Ogooué, est répandu le nzébi et plus au nord, jusqu'à la rive sud de l'Ivindo, l'ikota. Mis à part le tsogo, dans le centre du pays, les autres langues ont une diffusion limitée.

## Historique
À l'exception du baka, langue nigéro-congolaise parlée par les pygmées, les langues gabonaises d'origines africaines sont des langues bantoues ; elles ont été introduites dans la région il y a environ 2 000 ans avec les migrations correspondantes. On distingue quarante à cinquante langues. Elles sont généralement utilisées à l'oral sans être écrites. Alors que les missionnaires venus de France et des États-Unis ont élaboré des transcriptions à partir de l'alphabet latin pour bon nombre de ces langues à compter des années 1840 et ont traduit la bible dans bon nombre d'entre elles, la politique coloniale française officielle a été de décourager l'emploi de ces langues au profit de l'apprentissage du français. Les langues africaines continuent d'être transmises au sein de la famille et du clan.
Le gouvernement gabonais encourage depuis les années 1970 la recherche sur les langues bantoues du pays.
Vers la frontière avec la Guinée équatoriale, dans quelques villages, on parle espagnol, surtout parmi les personnes âgées. La langue est cependant très minoritaire, étant parlée tout au plus par 1 000 à 5 000 personnes, lesquelles parlent généralement une langue du groupe Fang ou le français. L'Espagne était présente dans cette région avant 1900. Lors du traité de Paris de 1900, l'Espagne céda à la France la majeure partie des 180 000 km2 qu'elle revendiquait au traité de Berlin, en 1885, dont une grande partie du futur Gabon, et ne conserva que 28 000 km2 qui constituent aujourd'hui la Guinée équatoriale.

## Liste des langues gabonaises d'origine africaine
- Baka (code : bkc)
- Barama (code : bbg)
- Bekwil (code : bkw)
- Benga (code : bng)
- Bubi (code : buw)
- Bwisi (code : bwz)
- Douma (code : dma)
- Fang (code : fan)
- Haoussa (code : hau)
- Kota (code : koq)
- Kande (code : kbs)
- Kaningi (code : kzo)
- Kili (code : keb)
- Latege (code : teg)
- Lumbu (code : lup)
- Makina (code : mkn)
- Mahongwe (code : mhb)
- Mbangwe (code : zmn)
- Mbéré (code : mdt)
- Myéné (code : mye) et ses nombreux dialectes
- Ndasa (code : nds)
- Ndumu (code : nmd)
- Ngom (code : nra)
- Nzebi (code : nzb)
- Pinji (code : pic)
- Punu (code : puu)
- Sake (code : sak)
- Sangu (code : snq)
- Seki (code : syi)
- Sighu (code : sxe)
- Simba (code : sbw)
- Eshira (code : swj)
- Mbama (code : mbm)
- Oshamayi (code : syx)
- Téké
- Tsaangi (code : tsa)
- Tsogo (code : tsv)
- Varama / Vumbu (code : vum)
- Vili (code : vif)
- Wandji (code : wdd)
- Wumbvu (code : wum)
- Yangho (code : ynh)
- Iyàsà (code : yko)

## Classification

### Rékanga (2007)
La classification des langues gabonaises selon Rékanga (2007):
- A30 Groupe Bubi-Bénga
  - A34 bénga
- A70 Groupe Ewondo-Fang
  - A75 fang
    - A75a fang-ntumu
      - A75a.1 fang-ntumu d’Oyem
      - A75a.2 fang-ntumu de Bitam

    - A75b fang-okak
    - A75c fang-mekè
      - A75c.1 fang-mekè d’Akok
      - A75c.2 fang-mekè de Libreville
      - A75c.3 fang-mekè de Ntoum
      - A75c.4 fang-mekè de Kango

    - A75d fang-atsi
    - A75e fang-nzaman
    - A75f fang-mvèny
- B10 Groupe Myènè
  - B11 Ensemble dialectal myènè
    - B11a myènè-mpongwè
    - B11b myèn’ orungu
    - B11c myènè-galwa
    - B11d myèn’adyumba
    - B11e myènè-nkomi
      - B11e.1 myènè-nkomi du Fernand-Vaz
      - B11e.2 myènè-nkomi de l’Ogooué

    - B11f myèn’énénga
- B20 Groupe Kele
  - B20
    - B20.1 siwu
    - B20.2 samayi
      - B20.2a samayi d’Aboyi
      - B20.2b samayi de Mougnandji

    - B20.3 ndambomo
    - B20.4 métombolo
    - B20.5 yésa
    - B20.6 tumbidi

  - B21 séki
  - B22 kèlè
    - B22a kèlè de l’Estuaire
    - B22b kèlè du Moyen-Ogooué
    - B22c kèlè de Koulamoutou
    - B22d kèlè de Franceville

  - B23 mbaŋwè
  - B24 wumvu
    - B24a wumvu de Malinga
    - B24b wumvu de Mbigou
    - B24c wumvu de Mvéngué
    - B24d wumvu de Poubara

  - B25 kota
    - B25a kota de Mékambo
    - B25b kota de Batouala
    - B25c kota de Lastourville

  - B26 mahongwè
  - B27 ʃaké
  - B28 ndaʃa
    - B28a ndaʃa de Lastourville
    - B28b ndaʃa de Koulamoutou
    - B28c ndaʃa de la Mpasa

  - B29 ngom
    - B29a ngom de Koulamoutou
    - B29b ngom de Franceville
- B30 Groupe Tsogo
  - B31 tsogo
    - B31a tsogo de Mimongo
    - B31b tsogo de Mokabo
    - B31c tsogo de Sindara
    - B31d tsogo de Mokoko-Mbaka

  - B32 kandè
    - B32a kandè de Boleko
    - B32b kandè d’Achouka

  - B33 pinzi
  - B34 pové
  - B35 via
  - B36 himba
  - B37 kotakota
- B40 Groupe Sira
  - B40.1 bwali
  - B41 sira
    - B41a sira-kamba
    - B41b sira-tandu
    - B41c sira-ngosi
    - B41d sira du Fernand-Vaz

  - B42 sangu
  - B43 punu
    - B43a punu de Mouila
    - B43b punu de Tchibanga
    - B43c punu de Moabi
    - B43d punu de Ndéndé
    - B43e punu de Mourindi
    - B43f punu de Port-Gentil

  - B44 lumbu
    - B44a lumbu nord (Sette-Cama, Gamba)
    - B44b lumbu sud (Mayumba)

  - B45 bwisi
  - B46 varama
  - B47 vungu
    - B47a vungu d’Ilendo
    - B47b vungu de Yetsou
    - B47c vungu de Mutassou

  - B48 ngubi
- B50 Groupe Nzebi
  - B50.1 ivili
    - B51a duma
    - B51b wanzi

  - B52 nzèbi
    - B52a nzèbi de Koulamoutou
      - B52a.1 nzèbi sur la route de Pana
      - B52a.2 nzèbi sur la route de Popa

    - B52b nzèbi de Mbigou
    - B52c nzèbi de Lébamba
    - B52d nzèbi de Mounana
    - B52e nzèbi de Moanda
    - B52f nzèbi de Bakoumba
    - B52g mwèlè

  - B53 tséngi
- B60 Groupe Mbete
  - B62 mbaama
    - B62a mpiini
    - B62b ngaami
    - B62c ngwari

  - B63 ndumu
    - B63a kuya
    - B63b kadʒadzogo
    - B63c nyaŋi
    - B63d épigi

  - B64 lekaniŋi
    - B64a lekaniŋi de la Mpassa
    - B64b lekaniŋi de Franceville
    - B64c lekaniŋi de Boumango
- B70 Groupe Teke
  - B70.1 ntsitsègè ou ntsitsèkè
    - B70.1a ntsitsègè de Lendoundoungou
    - B70.1b ntsitsègè d’Onkoua
    - B70.1c ntsitsègè de Kewaga

  - B71 téké Nord
    - B71a téké des Hauts plateaux
    - B71b téké de Bongoville
    - B71c téké de Ngouoni
    - B71d téké d’Akiéni
- H10 Groupe Kongo
  - H12a vili
    - H12a.1 vili de Mayumba
    - H12a.2 vili de Mambi
    - H12a.3 vili de Ndindi

### Idiata (2008)
La classification des langues gabonaises selon Idiata (2008):
- Le groupe Bubi-Benga (A.30)
  - benga (beŋga)
- Le groupe Fang (A.70) (faŋ)
  - meke
  - mvɛɲ
  - okak
  - nzaman
  - ntumu
  - atsi
- Le groupe Makaa-Njem (A.80)
  - shiwa (ʃiwa) ou makina
  - bakwele (bɛkwil)
- Le groupe Myene (B.10) (myɛnɛ)
  - galwa
  - mpongwe
  - enenga
  - ajumba
  - nkomi
  - orungu
- Le groupe Kota-Kele (B.20)
  - kele (akele, akɛlɛ)
  - bakoya
  - benga (beŋga)
  - ikota ou kota
  - mahongwe (mahoŋgwe)
  - mbaouin (mbaŋwɛ̃)
  - metombolo
  - ndambomo (lendambomo)
  - ndasa ou ndasha (ndaʃa)
  - seki (sɛki)
  - shake (ʃake)
  - shamayi (osamayi)
  - sigu (lisiɣu)
  - tumbidi (ntumbidi)
  - ungom (ungɔm)
  - wumbu (wumvu)
- Le groupe Tsogo-Apindji (B.30)
  - getsogo (ɣetsɔɣɔ)
  - apindji (ɣepinzipinzi)
  - okande ou kande
  - gevove (ɣeꞵoꞵe)
  - gehimba (ɣehimbaka) ou simba
  - geviya ou gevia (ɣeꞵia)
  - ebongwe (ɣeboŋgwɛ) ou bongwe
- Le groupe Sira-Punu (B.40)
  - gisir (ɣisir)
  - isangu (isaŋgu) ou sangu
  - ipunu ou punu
  - ilumbu ou lumbu
  - givungu (ɣiꞵuŋgu) ou vungu
  - givarama (ɣiꞵarama) ou varama
  - ngubi (ŋgubi) (ou ngowe)
- Le groupe Nzebi-Duma (B.50)
  - inzɛbi (inzɛbi) ou nzebi
  - ivili (iꞵili) ou vili/civili
  - liduma ou aduma
  - itsengi ou tsengi
  - liwanzi ou wanzi
- Le groupe Mbede-Teke (B.60 et B.70)
  - lembere (ou lembede/limbere/limbede) ou mbere/mbede
  - lembama (lembaama) ou obamba
  - lekaningi (lekaniŋi) ou bakaningi
  - lindumu ou ndumu
  - teke (lateɣe)
  - lintsintsege (lintsitsɛɣɛ) ou latsitsege
- Le groupe Kongo (H.10)
  - kikongo
- Le groupe Baka-Gundi (C.10)
  - baka

Autres noms : akoa, bakola, bakuyi, irimba, mwesa (yesa).

## Écriture
Les langues gabonaises sont écrites à l’aide de l’alphabet latin. Il y a cependant plusieurs conventions :
- l’alphabet des idiomes gabonais, proposé par l’abbé Raponda Walker en 1932[9] ;
- l’alphabet scientifique des langues du Gabon (ASG), proposé pendant un séminaire organisé par le Laboratoire de l’université de la tradition orale en 1989 ;
- l’orthographe des langues du Gabon (OLG), proposé après une réunion organisée par l’École normale supérieure de Libreville en 1999 ;
- Rapidolangue, proposé et utilisé par la fondation Raponda Walker ;
- l’orthographe française est aussi utilisée[10].

## Recensement de 2013
Le sixième recensement général de la population et de l'habitat du Gabon a été effectué en 2013.

## Enquête démographique et de santé 2012
L'enquête démographique et de santé 2012 propose des données linguistiques (langue parlée par l'enquêtée et son niveau de compréhension de l'écrit).

## Recensement de 2003
Le cinquième recensement général de la population et de l'habitat du Gabon a été effectué en 2003 et a posé une question linguistique : « Si vous savez lire et écrire, indiquez la langue principale d'alphabétisation ».